# Karl Koehl
Karl Ludwig Koehl (* 7. November 1847 in Meisenheim am Glan; † 12. April 1929 in Worms) war ein deutscher Arzt und Prähistoriker. Geboren wurde er als Karl Köhl. Die Schreibweise „Koehl“ war „Self-styling“, mit dem er aber in die wissenschaftliche Literatur einging.

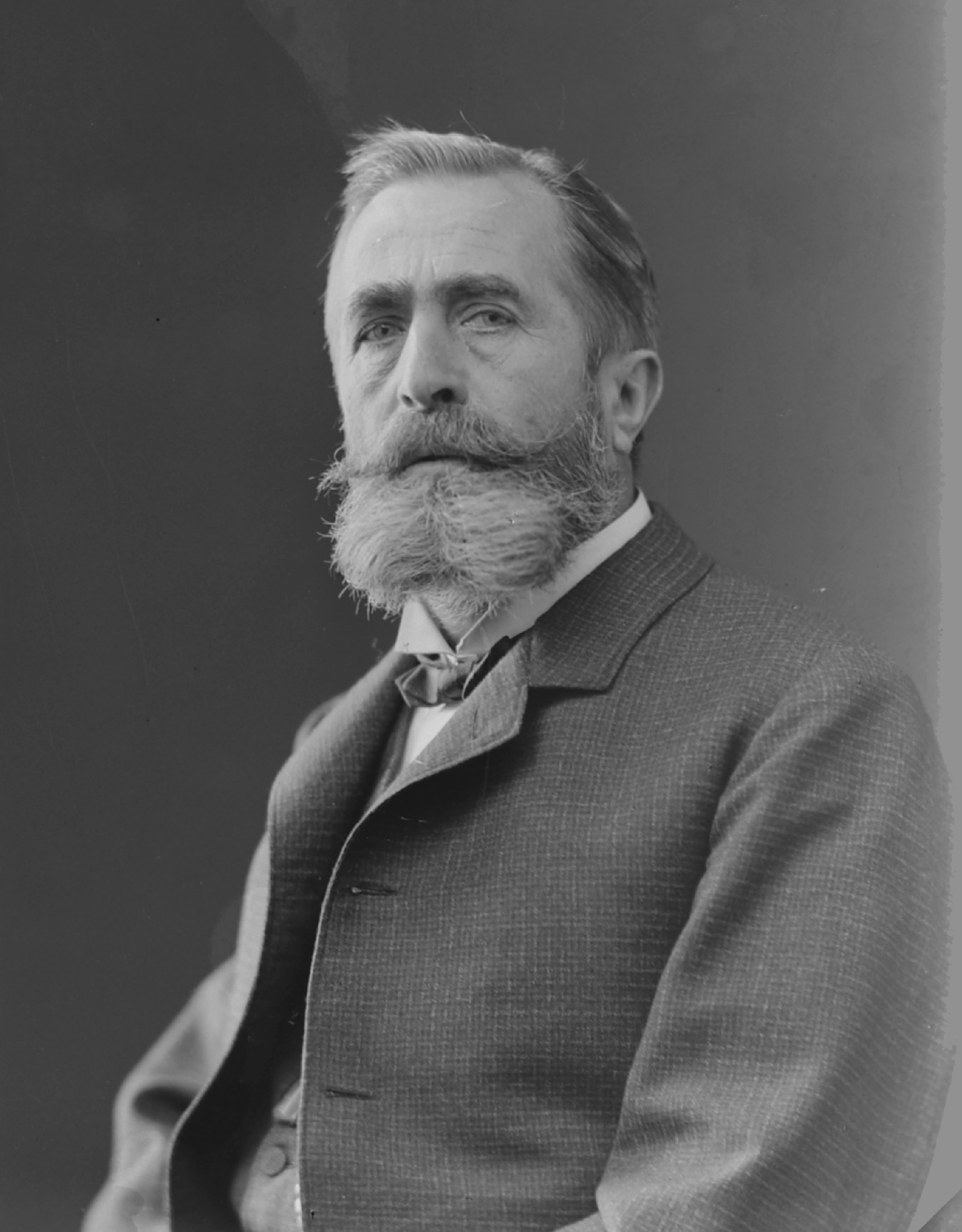
Karl Koehl

## Lebenslauf
Karl Koehl war Sohn des Gerichtsvollziehers Carl Ludwig Köhl und dessen Ehefrau Catharina Elisabetha Friederike, geb. Bässel. Die Familie war evangelisch. In seiner Heimatstadt Meisenheim besuchte er die Lateinschule, anschließend das Gymnasium in Darmstadt, wo er 1868 das Abitur ablegte.
Karl Koehl studierte in Heidelberg, Marburg und Gießen Medizin und legte 1873 legte das Staatsexamen in Gießen ab. Anschließend arbeitete er als Assistenzarzt in Wien und unternahm mehrere Reisen als Schiffsarzt. 1876 ließ er sich in Pfeddersheim als Arzt nieder. Verheiratet war Karl Koehl mit Katharina, geb. Janson (* 7. Februar 1859 in Harxheim; † 23. Dezember 1939 in Worms). Sie hatten eine Tochter und drei Söhne,  darunter Otto (* 18. Dezember 1885; † 1954), der ebenfalls Arzt wurde. 1884 verlegte Karl Koehl Praxis und Wohnsitz nach Worms.

## Ausgrabungen

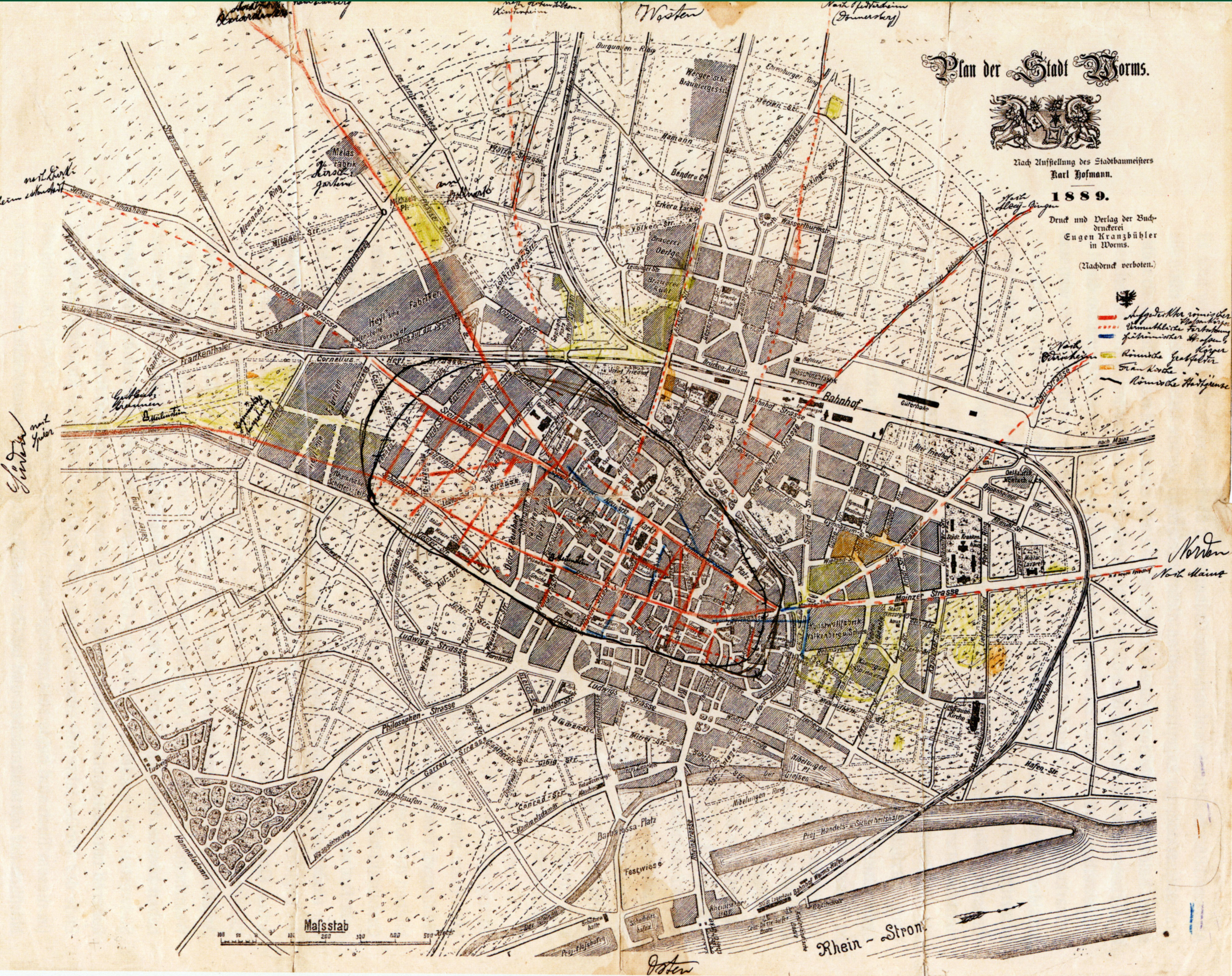
Stadtplan von 1889 mit den von Karl Koehl eingezeichneten römischen Straßen und Friedhöfen (Norden: rechts)

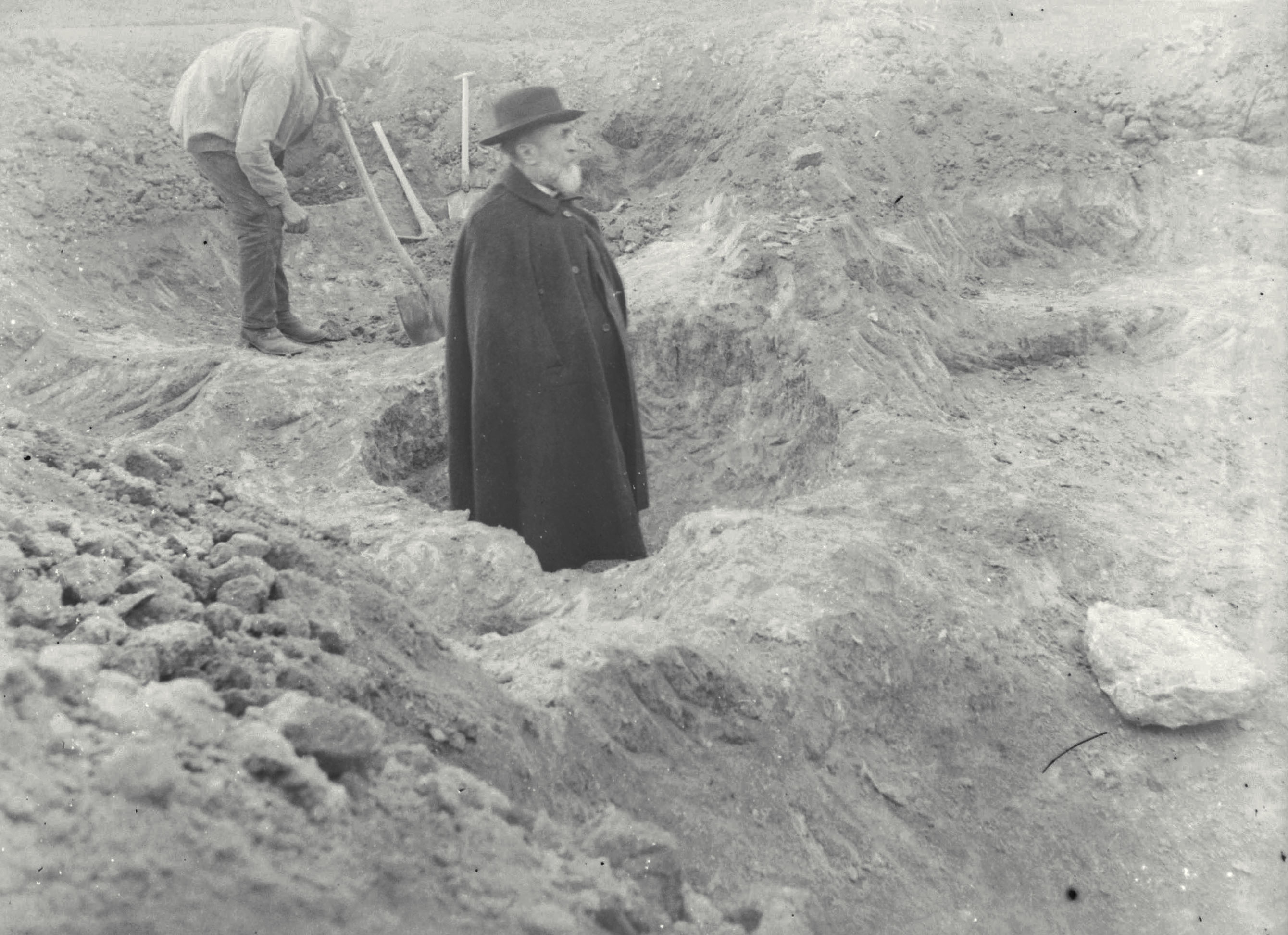
Karl Koehl auf einer archäologischen Grabung

Eine erste Ausgrabung unternahm er zusammen mit Kaplan Matthias Erz in einem fränkischen Reihengräberfeld bei Wiesoppenheim. Während Karl Koehl sich damit in der wissenschaftlichen Szene einen Namen machte, wurde der römisch-katholische Kaplan von seiner kirchlichen Obrigkeit strafversetzt, weil er mit einem Protestanten Gräber geschändet habe.
Karl Koehl führte weiter Ausgrabungen in der Flur „Adlerberg“ bei Worms durch, publizierte die Funde und prägte die Bezeichnung der frühbronzezeitlichen Adlerbergkultur. Ebenso prägte er den Namen der jungsteinzeitlichen Hinkelstein-Gruppe nach einem Gräberfeld bei Monsheim in der Flur „Am Hinkelsteiner Weg“, wo früher der Menhir „Hinkelstein“ gestanden hatte. In großem Umfang untersuchte er die römischen Spuren in Worms. Von ihm stammt der bis heute akzeptierte Straßenplan für Borbetomagus, das römische Worms. Umfangreich grub er in den römischen Friedhöfen, die Borbetomagus umgeben hatten.
Er gehörte dem ersten Vorstand des 1879 gegründeten Wormser Altertumsvereins an, war an der Gründung des Paulusmuseums (heute: Museum der Stadt Worms im Andreasstift) beteiligt, dessen ehrenamtlicher Konservator er zusammen mit August Weckerling war.

## Ehrungen
Das Deutsche Archäologische Institut ernannte ihn 1899 zum korrespondierenden Mitglied.
Karl Koehl erhielt den Titel eines Geheimen Sanitätsrats.

## Gedenken
Nach Koehl wurde die Koehlstraße in der Wormser Innenstadt benannt.

## Publikationen
- Nachträge zu den Berichten über neue prähistorische Funde aus Worms und Umgebung. Wittich, Darmstadt 1896.
- Neolithisches Grabfeld auf der Rheingewann von Worms. In: Nachrichten über deutsche Alterthumskunde 7 (1896), Teil 1: S. 59–64; Teil 2: S. 69–74.
- Neue prähistorische Funde aus Worms und Umgebung. Kranzbühler, Worms 1896.
- Ausgrabungen bei Worms. In: Correspondenz-Blatt der deutschen anthropologischen Gesellschaft 28 (1897), Nr. 10, S. 101–108.
- Neue steinzeitliche Gräberfelder bei Worms. In: Correspondenz-Blatt der Deutschen anthropologischen Gesellschaft 29 (1898), Nr. 12, S. 146–157.
- Ueber römische Gräbfelder um Worms. In: Korrespondenzblatt des Gesamtvereins der deutschen Geschichts- und Althertumsvereine 1898.
- Altertumsverein und Paulus-Museum zu Worms : Römisches aus Worms. In: Quartalsblätter des historischen Vereins für das Großherzogtum Hessen N.F. 1,11 (1899).
- Neue stein- und frühmetallzeitliche Gräberfunde bei Worms. In: Correspondenz-Blatt der Deutschen anthropologischen Gesellschaft 31 (1900), Nr. 11/12, S. 137–142.
- Ueber die neolithische Keramik Südwestdeutschlands. In: Korrespondenzblatt des Gesammtvereins der deutschen Geschichts- und Altherthumsvereine 48 (1900).
- Das neuentdeckte Steinzeit-Hockergrabfeld von Flomborn bei Worms, eine neue Phase der neolithischen Cultur. In: Correspondenz-Blatt der Deutschen anthropologischen Gesellschaft 32 (1901), Nr. 10.
- Südwestdeutsche Bandkeramik : neue Funde vom Rhein und ihr Vergleich mit analogen Fundstellen. In: Correspondenz-Blatt der Deutschen anthropologischen Gesellschaft 33 (1902), Nr. 8, S. 59–65.
- Neuentdeckte steinzeitliche Gräberfelder und Wohnplätze, sowie frühbronzezeitliche Gräber und andere Untersuchungen. In: Correspondenz-Blatt der Deutschen anthropologischen Gesellschaft 33 (1902), Nr. 10, S. 105–113.
- Die Bandkeramik der steinzeitlichen Gräberfelder und Wohnplätze in der Umgebung von Worms. Kranzbühler, Worms 1903.
- Eine Neuuntersuchung des neolithischen Gräberfeldes am Hinkelstein bei Monsheim in der Nähe von Worms. Lintz, Trier 1903.
- Das römische Worms. In: Correspondenz-Blatt der Deutschen anthropologischen Gesellschaft 10 (1903), S. 85–90 und 11 (1903), S. 105–108.
- Neue Beobachtungen auf neolithischen Wohnplätzen in der Umgebung von Worms. In: Korrespondenzblatt des Gesamtvereins der deutschen Geschichts- und Althertumsvereine 55 (1907), S. 67–71.
- Ältere und jüngere Spiralmäanderkeramik, Kabitzsch, Würzburg 1914.